# Kaonik (Serbia)
Kaonik (cyr. Каоник) – wieś w Serbii, w okręgu rasińskim, w mieście Kruševac. W 2011 roku liczyła 1282 mieszkańców.